# Lasse Lönndahl
Lars (Lasse) Gunnar Lönndahl, född 19 augusti 1928 i Katarina församling i Stockholm, död 26 december 2022 i Stockholm, var en svensk sångare och skådespelare. Han var en tidig "tonårsidol" och har bland annat haft 37 låtar på Svensktoppen.

## Biografi

### Fram till och med 1950-talet
Lasse Lönndahl växte upp i Vasastan i Stockholm. Efter att hans föräldrar skilts 1929, stod hans mor ensam med fyra barn. Hon återtog efter skilsmässan sitt flicknamn och även barnen fick detta namn. Lönndahl gick åttaårig folkskola i Stockholm och i 10-årsåldern sökte han till Stockholms Gosskör och blev solist där i slutet av 1930-talet.
Från hösten 1951 till och med våren 1954 studerade han vid Musikhögskolan i Stockholm följt av sångstudier i Rom. När han arbetade i en bokhandel medverkade han på kvällarna i Aftonbladets revy Vi som vill opp på China 1947 och spelade in sin första grammofonskiva, Tangokavaljeren, med Thore Ehrlings orkester i december 1949, vilket också blev hans genombrott.
Under 1950-talet blev han en stor tonårsidol och hade många skivframgångar. Låtarna Cindy min Cindy, Volare, Piccolissima serenata, Hej där, Tulpaner från Amsterdam, Kärleksbrev i sanden, I dina kvarter och Piove blev alla jättesuccéer i slutet av 1950-talet, och han blev fyra år i rad (1956–1959) vald till Sveriges populäraste sångare av Aftonbladets läsare. Under samma period gjorde Lönndahl både musikalen Boyfriend, en stor framgång, och filmer, bl.a. Åsa-Nisse flyger i luften, Det svänger på slottet och Ung och grön.

### 1960-talet
Lönndahl presterade den allra första ettan på Svensktoppen, med "Midnattstango" 1962 (Gerhard Wendlands Tanze mit mir in den Morgen (1961) i svensk översättning av Britt Lindeborg). På Svensktoppen hade han sedan mellan åren 1962 och 1972 35 låtar på listan, samt ytterligare två 1977. Bland de mest framgångsrika kan förutom "Midnattstango" nämnas "Twist till menuett" (1963), "Visa mig hur man går hem", "Söker du så finner du" (båda 1964), "En lilja är vit" (1965), "Tusen och en natt" (1966), "Kvällens sista dans" (1967), "Allting är så underbart" (1970) och "Jean" (1971).
1960 ledde Lönndahl direkt från Gröna Lund i Stockholm det framgångsrika programmet Lasse på Grönan, som hade över 20 000 besökare och över en miljon radiolyssnare varje vecka. Han ledde därefter bland annat radions Snurran och Det ska vi fira. Lönndahl hade sammanlagt 37 låtar på Svensktoppen.
Han sjöng 1962 in den första svenska tolkningen av "West Side Story" med Towa Carson och Jan Malmsjö. Lönndahl och Carson turnerade tillsammans bland annat 1964, 1965, 1971 och 1989. Genom åren genomförde Lönndahl över 50 stora folkparksturnéer. 1970 och 1971 sågs han av över 500 000 personer i folkparkerna, och han hade 1971 sålt över 1,5 miljon album i Sverige.
1962 lanserades han med framgång också i Tyskland, där han spelade in film, sålde skivor och turnerade.
Lasse Lönndahl och sångartisten Gunnar Wiklund genomförde 1967 en gemensam folkparksturné under namnet "Lönnlund". 1969 skrev Lasse Berghagen Teddybjörnen Fredriksson och när Lasse Berghagen för första gången skulle sjunga den på TV kallade man in Lasse Lönndahl för att sjunga den tillsammans med honom för att programmet skulle få många tittare.

### 1970-talet och senare år
1970 omkom Lönndahls sjuåriga dotter Malin och hennes mor i en drunkningsolycka i USA. Mediebevakningen gjorde att Lönndahl flydde till USA under en tid för att sedan återvända till sin karriär; han sade dock bestämt nej till att sjunga in nytt material. Han påstod själv att det var för betungande att vara "Sveriges störste sångare".
Lönndahl kom att ägna sig mer åt TV-underhållning, inklusive en del musikaler. Sommaren 1978 var han sommarpratare i Sveriges Radio. 1985/86 spelade  Lönndahl in sin version av låten Macken, skriven av Claes Eriksson och som inledde den kultförklarade TV-serien Macken skapad av Galenskaparna och After Shave.  Lönndahls version spelas i del fyra av serien. 1981 ledde han Svensktoppen under några månader. I början av 1980-talet avtog hans turnerande.
2016 skapade Owe Eriksson en dokumentär om Lönndahl "Lasse Lönndahl - en idol och gentleman" som sändes i SVT.

### Intressen
Lasse Lönndahl var bilentusiast och flög även som pilot sportplan och några gånger jetplan, två gånger passerade han genom ljudvallen.

## Diskografi (i urval)
- 1949 - Tangokavaljeren
- 1957 - PS med fyra ess
- 1958 - Hej där
- 1958 - I det blå
- 1961 - Volare - Lasse Lönndahl sjunger italienska melodier 57-61
- 1962 - West side story
- 1965 - Med Towa & Lasse på Hamburger Börs
- 1966 - Nånstans nångång
- 1967 - Kvällens sista dans
- 1968 - Vår melodi
- 1968 - Tidig
- 1970 - Möt mig efter dansen
- 1971 - En dag fylld av kärlek
- 1972 - Lasse Lönndahl sjunger romanser
- 1975 - Lasse 25
- 1977 - Det finns en sång
- 2003 - Diamanter

## Filmografi
- 1952 – 69:an, sergeanten och jag
- 1956 – Åsa-Nisse flyger i luften
- 1957 – Johan på Snippen tar hem spelet
- 1959 – Törnrosa (film)
- 1959 – Resa i toner
- 1959 – Det svänger på slottet
- 1960 – Ung och grön
- 1966 – Dessa fantastiska smålänningar med sina finurliga maskiner

## Teater

### Roller (ej komplett)
| År   | Roll                              | Produktion                                                                | Regi           | Teater                   |
| ---- | --------------------------------- | ------------------------------------------------------------------------- | -------------- | ------------------------ |
| 1957 | Robbi Hemstad, journalist-pianist | Maria Gyckel-piga Stig Bergendorff och Gösta Bernhard                     | Gösta Bernhard | Casinoteatern            |
| 1958 | Felix betjänt                     | Pariserliv                                                                |                | Stora teatern Göteborg   |
| 1959 | Tony                              | Boyfriend                                                                 |                | Malmö Stadsteater        |
| 1961 | Erik                              | Värmlänningarna                                                           | L. Olsson      | Uppsala Stadsteater      |
| 1963 | Tony                              | Boyfriend                                                                 | Ivo Cramér     | Scala teatern            |
| 1968 | Leopold                           | Vita Hästen                                                               | Ivo Cramér     | Riksteatern              |
| 1969 | Finch                             | Hur man lyckas i affärer                                                  | Gordon March   | Riksteatern              |
| 1971 | Jean Villard                      | Kung för en natt                                                          | Gordon March   | Riksteatern              |
| 1980 | Armand Brissard                   | Greven av Luxemburg Franz Lehár, Alfred Maria Willner och Robert Bodansky | Ivo Cramér     | Oscarsteatern            |
| 1990 | Leopold                           | Vita Hästen                                                               | Gordon March   | Nöjesteatern Helsingborg |
| 1994 | Aristide Forestier                | Can-Can                                                                   | Gordon March   | Nöjesteatern Malmö       |

## Utmärkelser och listframgångar
- Vald till Sveriges populäraste sångare av Aftonbladet: 1952, 1956, 1957, 1958, 1959, 1961, 1962, 1964, 1968, 1970. (Rekord)
- Mottog 1990 hedersgraden HWH som är den högsta graden inom Stallbröderna.
- Erhöll 1993 utmärkelsen Illis quorum av 8:e graden av konungen för sina insatser inom musiken.

### Förstaplaceringar i Sverige (Försäljningslistan och Svensktoppen)
- 1949 - Tangokavaljern
- 1952 - Ett vänligt litet ord
- 1953 - Sången från Moulin Rougue
- 1953 - That's amore
- 1954 - Legenden om Tina
- 1956 - Man måste vara två
- 1957 - Kärleksbrev i sanden[14]
- 1957 - Cindy min Cindy
- 1958 - Tulpaner från Amsterdam[15]
- 1958 - Volare (I det blå)
- 1958 - Piccolissima serenata
- 1959 - I dina kvarter
- 1959 - Flickor bak i bilen
- 1962 - Maria
- 1962 - I natt
- 1962 - Midnattstango
- 1964 - Visa mig hur man går hem
- 1964 - Söker du så finner du
- 1966 - Tusen och en natt
- 1967 - Kvällens sista dans
- 1970 - Allting är så underbart...